# Emika
Emika, de son vrai nom Ema Jolly, née le 8 janvier 1986 à Milton Keynes en Angleterre, est une compositrice de musique électronique anglaise d'origine tchèque, ensuite installée à Berlin.

## Biographie
Emika publie en janvier 2010 son premier single, Drop the Other, sur le label Ninja Tune. S'ensuivent d'autres singles : Double Edge en mai 2010, Count Backwards en avril 2011 et Pretend / Professional Loving en septembre 2011.

### 2011:Emika
Son premier album, l'album éponyme Emika (en), sort le 3 octobre 2011. Selon Al Kennedy dans PopMatters, cet album acclamé par la critique forme un trait d'union entre techno allemande et dubstep britannique. À cette occasion, elle effectue sa première tournée aux États-Unis, accompagnant Amon Tobin en octobre 2011 pour la promotion de l'album ISAM,.

### 2013:Dva
Son deuxième album, Dva, sort en 2013 sur Ninja Tune. Il est produit par Hank Shocklee, du groupe hip-hop américain The Bomb Squad. L'album comporte une reprise du titre Wicked Game de Chris Isaak dans un style dream pop. Les critiques, dans Resident Advisor, PopMatters ou The Quietus, décrivent Dva comme un album de transition, avec des forces et des faiblesses.
La collaboration avec Ninja Tune s'achève en 2014. Ema Joly, âgée alors de 28 ans, fonde en 2014 son propre label, Emika Records, sur lequel elle publie depuis lors sa musique.

### 2015:DreietKlavírní
En 2015, elle publie de manière indépendante son troisième album, Drei. L'album est enregistré, produit et mixé par Emika, en l'espace de deux semaines. La même année, elle sort l'album Klavírní, comportant des compositions au piano. 
En septembre 2015, Emika lance une campagne de financement participatif sur Kickstarter qui récolte 25'000 Euro pour permettre l'enregistrement d'une pièce pour orchestre. Enregistrée à Prague avec le Metropolitan Orchestra et la chanteuse soprano Michaela Šrůmová, cette œuvre sort en janvier 2017 sous le titre Melanfonie.

### 2018:Falling in Love With Sadness
En juin 2018, Emika annonce son album Falling in Love With Sadness. L'album sort le 10 octobre 2018, qui est la Journée mondiale de la santé mentale. En octobre 2019 sort un EP 12" comportant quatre remixes de cet album. 
En mars 2024, Emika annonce la sortie de son cinquième album électronique, Haze, prévue pour le 31 mai 2024. 

## Discographie

### Albums
- 2011 : Emika (en) (Ninja Tune)
- 2013 : Dva (en) (Ninja Tune)
- 2015 : Klavírní (Emika Records)
- 2015 : Drei (Emika Records)
- 2017 : Melanfonie (Emika Records)
- 2018 : Falling in Love With Sadness